# Gare de Massiac
Gare de Massiac (również Gare de Massiac-Blesle) – stacja kolejowa w Massiac, w departamencie Cantal, w regionie Owernia-Rodan-Alpy, we Francji. Obecnie jest zarządzana przez SNCF (budynek dworca) i przez RFF (infrastruktura).
Stacja jest obsługiwana przez pociągi Intercités, TER Auvergne  oraz pociągi towarowe Fret SNCF.

## Położenie
- Znajduje się na linii Figeac – Arvant w km 384,862, pomiędzy stacjami Neussargues i Arvant

## Linie kolejowe
- Figeac – Arvant